# Hans Gustav Güterbock
Hans Gustav Güterbock (Berlin, 1908. május 27. – Chicago, 2000. március 29.) német származású amerikai hettitológus.  

## Pályafutása
Jelentős szerepet játszott a hettitológia kialakításában terepi régészként és elméleti tudósként is. Iskolái befejezése után – 1933 és 1935 között – a Berlini Múzeum epigráfusaként helyezkedett el. 1935-ben a két évvel korábbi numerus clausus következményei miatt kénytelen volt Törökországba költözni, ahol az Anatóliai Civilizációk Múzeumában helyezkedett el. Később az Ankarai Egyetem tiszteletbeli doktora, valamint tagja lett a Török Történeti Társaságnak. 
A második világháború után az Uppsalai Egyetemen tanított egy évig, majd 1949-ben az Amerikai Egyesült Államokba emigrált. Itt a Chicagói Egyetem munkatársa, 1956-tól professzora lett, majd 1962-től az Amerikai Keleti Intézet igazgatója. 1974-ben Harry Hoffnerrel elindította a Chicago Hittite Dictionary (CHD) projektet, amely 2016-ban még mindig folyamatban van.
Apja, Bruno Güterbock (1858–1940) magántanár volt, az 1898-ban alapított Deutsche Orient-Gesellschaft (DOG) társaság vezetője, amely 1931-ben összeolvadt a Deutsches Archäologisches Instituttal (DAI). Hans Güterbock így korán kapcsolatba került a keleti kultúrákkal, és a DAI révén mehetett Törökországba. A Lipcsei Egyetemen végzett tanulmányai során Hans Ehelolftól (1881–1939) tanulta a hettita nyelvet, assziriológiára Johannes Friedrich (1893–1972) és Benno Landsberger (1890–1968) oktatta.

## Főbb művei
- Alaca Höyük civarinda ele geçen bir eti mührü. Devlet basimevi (1937)
- Siegel aus Boğasköy (1940. május 28.)
- Ankara Bedesteninde bulunan Eti Müzesi büyük salonunun kılavuzu. Millî Eğitim Basımevi (1946)
- İstanbul Arkeoloji Müzelerinde bulunan Boǧazköy tabletleri II. Boǧazköy. Millî Eğitim Basımevi (1947)
- The song of Ullikummi; revised text of the Hittite version of a Hurrian myth. American Schools of Oriental Research (1952)
- The Hittite dictionary of the Oriental Institute of the University of Chicago. Oriental Institute of the University of Chicago (1980) (edited with Harry A. Hoffner)
- Hiéroglyphes de Yazılıkaya : à propos d'un travail récent. Institut français d’études anatoliennes (1982)
- szerk.: Harry A. Hoffner: Perspectives on Hittite civilization : selected writings of Hans Gustav Güterbock. Oriental Institute of the University of Chicago (1997). ISBN 188592304X

## Lásd még
- Anatóliai Civilizációk Múzeuma